# Джино Черві
Джи́но Луї́джі Че́рві (італ. Gino Luigi Cervi, МФА: [ˈdʒiːno ˈtʃɛrvi]; 3 травня 1901, Болонья, Королівство Італія — 3 січня 1974, Пунта Ала, Тоскана, Італія) — італійський актор.

## Життєпис

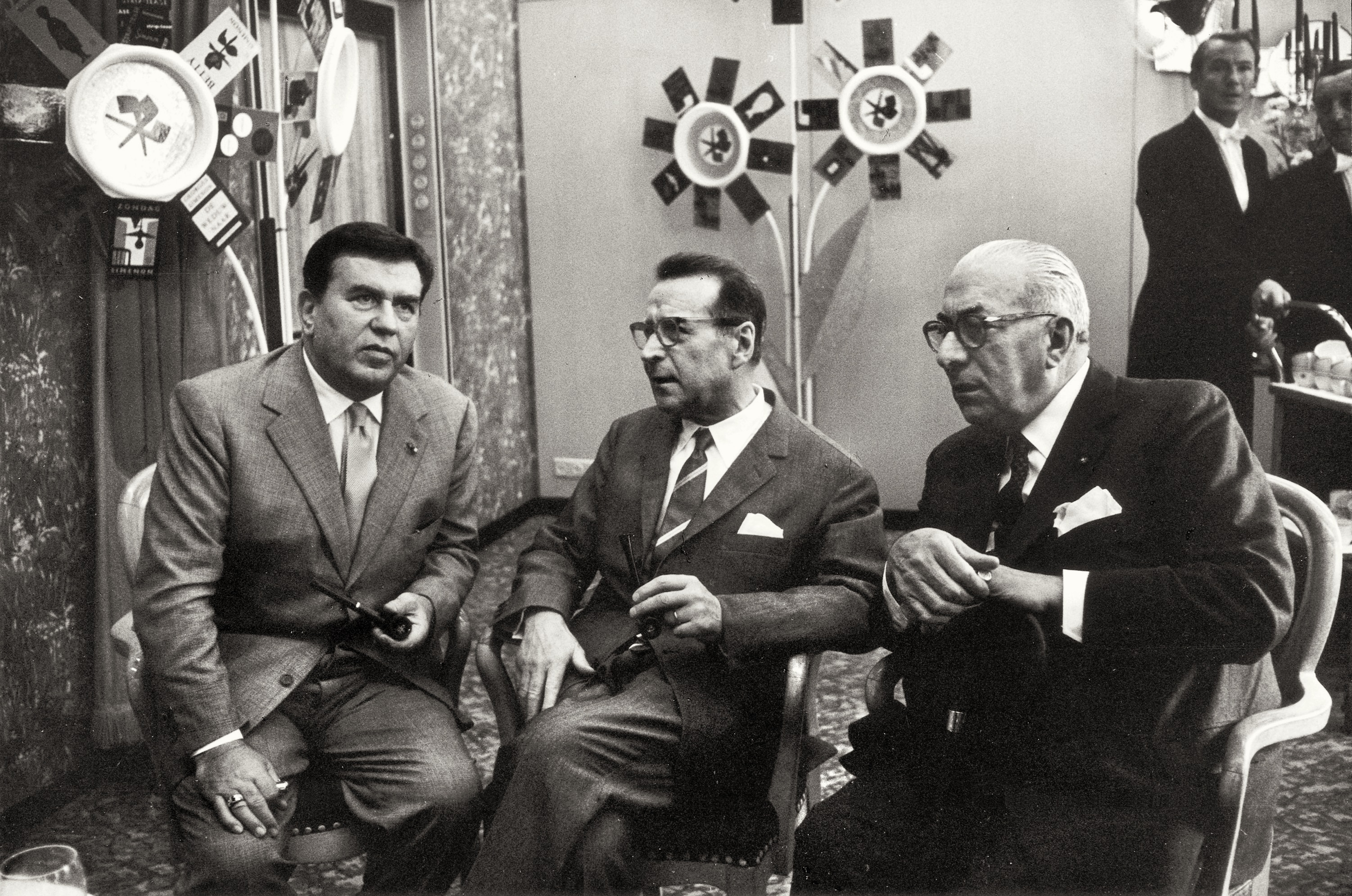
Gino Cervi, Georges Simenon, Arnoldo Mondadori

Джино Луїджі Черві народився 3 травня 1901 року в Болоньї в родині театрального критика Антоніо Черві. У 1924 році почав акторську кар'єру в трупі Альди Бореллі, у 1925 році перейшов до трупи Луїджі Піранделло, потім у трупу Тофано-Мальтальяті і в 1938 році опинився в римському театрі «Елізео» серед найкращих акторів Італії. Зайнявся режисурою, не залишивши й акторського ремесла. Найбільшу увагу привернули його постановки «Дванадцятої ночі» і «Віндозорських насмішниць» В. Шекспіра, інсценування «Гравця» Ф. Достоєвського, «Але це несерйозно»! (італ. Ma non è una cosa seria) Піранделло, «Сірано де Бержерак» Ростана, «Кардинал Ламбертіні» (італ. Il cardinale Lambertini) Альфредо Тестоні.
У 1932 році Черві уперше знявся у кіно, розпочавши з невеликої ролі в пригодницькому фільмі Дженнаро Рігеллі про льотчиків «Блакитна армія» (італ. L'armata azzurra). Основними акторськими роботами Черві в італійському довоєнному кінематографі стали ролі у фільмах режисера Алессандро Блазетті — «Альдебаран» (фр. Aldebaran) у 1935 році, історичній стрічці «Етторе Ф'єрамоска» (фр. Ettore Fieramosca, 1938) та «Пригоди Сальватора Рози» (італ. Un'avventura di Salvator Rosa) в 1939-му.
У фільмі «Прогулянка в хмарах» (1942, у радянському прокаті «Чотири кроки в хмарах») Джино Черві створив привабливий образ провінційного комівояжера, незграбної, нерішучої людини з тонкою, благородною душею. Фільм і створений у ньому образ Черві, був знятий під час війни, та прозвучав як виклик фашистській пропаганді. У тому є році актор зіграв головну роль у фільмі Ріккардо Фреда «Дон Сезар де Базан» за драмою французького письменника Віктора Гюго «Рюї Блаз». Співпрацю з Фредою Черві продовжив і після війни: так, у 1946 році він зіграв роль Володимира Дубровського у пригодницькій драмі «Чорний Орел» (за романом О. Пушкіна «Дубровський»), а в 1948-му втілив образ Жана Вальжана в черговій екранізації роману В. Г'юго «Знедолені». Обидві стрічки ввійшли до числа лідерів італійського кінопрокату перших повоєнних років.
За сукупність акторських робіт у 1953 році Джино Черві був відзначений премією Срібна стрічка Італійського національного синдикату кіножурналістів.
У 1960-х роках Черві знімався у фільмах-детективах, створивши в кіно і на телебаченні образи поліцейських-сищиків. Зокрема, у 1967 році актор зіграв роль комісара Мегре в італійсько-французькому фільмі Маріо Ланді «Мегре на площі Пігаль» (італ. Maigret a Pigalle).

## Фільмографія (вибіркова)

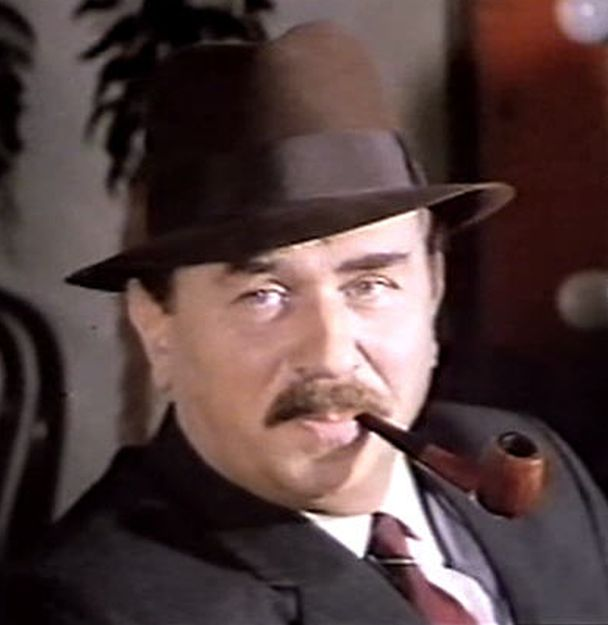
Джино Черві (Мегре) у фільмі Мегре на площі Пігаль (1967)

| Рік  |   | Українська назва                       | Оригінальна назва                                 | Роль                             |
| ---- | - | -------------------------------------- | ------------------------------------------------- | -------------------------------- |
| 1936 | ф | Альдебаран                             | Aldebaran                                         | командир Коррадо Валері          |
| 1936 | ф | Два сержанта                           | I due sergenti                                    | сержант Гільєльмо Сальвоні       |
| 1936 | ф | Кохання                                | Amore                                             | Паоло Венієрі                    |
| 1939 | ф | Пригода Сальватора Рози                | Un' Avventura di Salvator Rosa                    | Сальватора Роза, «Мураха»        |
| 1940 | ф | Грішниця                               | La peccatrice                                     | Альберто                         |
| 1940 | ф | Романтична пригода                     | Una romantica avventura                           | Луїджі                           |
| 1941 | ф | Залізна корона                         | La Corona di ferro                                | цар Седемондо                    |
| 1942 | ф | Чотири кроки в хмарах                  | Quattro passi tra le nuvole                       | Паоло Б'янкі                     |
| 1942 | ф | Дон Сезар де Базан                     | Don Cesare di Bazan                               | Дон Сезар де Базан               |
| 1945 | ф | Знегоди синьйора Траві                 | Le miserie del signor Travet                      | командор Франческо Баттілоккіо   |
| 1946 | ф | Чорний Орел                            | Aquila nera                                       | Кирило Петрович                  |
| 1948 | ф | Знедолені                              | I Miserabili                                      | Жан Вальжан                      |
| 1948 | ф | Анна Кареніна                          | Anna Karenina                                     | Енріко                           |
| 1948 | ф | Фабіола                                | Fabiola                                           | Quadratus                        |
| 1949 | ф | Вільгельм Телль                        | Guglielmo Tell                                    | Віллі Телль                      |
| 1949 | ф | Наречена не може чекати                | La sposa non può attendere                        | Ансельмо                         |
| 1949 | ф | Негасиме полум'я                       | Fiamma che non si spegne                          | дон Луїджі Манфреді              |
| 1950 | ф | Жінки без імені                        | Donne senza nome                                  | бригадир П'єтро Джаніні          |
| 1950 | ф | Червоне небо                           | Il Cielo è rosso                                  |                                  |
| 1950 | ф | Хроніка одного кохання                 | Cronaca di un amore                               |                                  |
| 1951 | ф | Заборонений Христос                    | Il Cristo proibito                                | пономар                          |
| 1951 | ф | О.К. Нерон                             | O.K. Nerone                                       | Нерон                            |
| 1952 | ф | Маленький світ Дона Камілло            | Don Camillo                                       | Джузеппе Ботацці, «Пеппоне»      |
| 1952 | ф | Цариця Савська                         | La Regina di Saba                                 | цар Соломон Єрусалимський        |
| 1953 | ф | Повернення Дона Камілло                | Le Retour de Don Camillo                          | Пеппоне                          |
| 1953 | ф | Вокзал Терміні                         | Indiscretion of an American Wife                  | комісар поліції                  |
| 1953 | ф | Дама без камелій                       | La Signora senza camelie                          | Ерколе                           |
| 1953 | ф | Три мушкетери                          | Les Trois mousquetaires                           | Портос                           |
| 1954 | ф | Кардинал Ламбертіні                    | Il cardinale Lambertini                           | кардинал Ламбертіні              |
| 1954 | ф | Маддалена                              | Maddalena                                         | Дон Вінченцо                     |
| 1954 | ф | Таємниці Версаля                       | Si Versailles m'était conté                       | Каліостро                        |
| 1955 | ф | Закохані                               | Gli Innamorati                                    | Сор Чезаре                       |
| 1955 | ф | Дон Камілло і депутат Пеппоне          | Don Camillo e l'on. Peppone                       | Пеппоне                          |
| 1955 | ф | Фру-Фру                                | Frou-Frou                                         | Володимир Преображенський, князь |
| 1956 | ф | Беатріче Ченчі                         | Beatrice Cenci                                    | Франческо Ченчі                  |
| 1956 | ф | Гвардія, гвардійці і бригадний генерал | Guardia, guardia scelta, brigadiere e maresciallo | маршал                           |
| 1957 | ф | Коханці пустелі                        | Los amantes del desierto                          | Ібрагім                          |
| 1958 | ф | Без сім'ї                              | Sans famille                                      | Віталіс                          |
| 1958 | ф | Великий начальник                      | Le Grand chef                                     | Пауло                            |
| 1958 | ф | Кохання і базікання                    | Amore e chiacchiere                               | Пасероні                         |
| 1958 | ф | Гола Маха                              | La Maja desnuda                                   | король Іспанії Карлос IV         |
| 1958 | ф | Прекрасна атмосфера                    | Le Belle dell'aria                                | Дон Фогацца                      |
| 1958 | ф | Минуле звинувачує                      | El Pasado te acusa                                | комісар                          |
| 1958 | ф | Повернення дона Камілло                | Le retour de Don Camillo                          | Пеппоне                          |
| 1959 | ф | Під знаком Риму                        | Nel segno di Roma                                 | Ауреліан                         |
| 1959 | ф | Операція «Чорна Капелла»               | Geheimaktion schwarze Kapelle                     | Феррарі                          |
| 1960 | ф | Повстання рабів                        | La Rivolta degli schiavi                          | Фабіо                            |
| 1960 | ф | Довга ніч сорок третього року          | La Lunga notte del '43                            | Карло Аретузі, «Чума»            |
| 1960 | ф | Відпустка на Майорці                   | Brevi amori a Palma di Majorca                    | Андре Бретон                     |
| 1960 | ф | Розкішні жінки                         | Femmine di lusso                                  | командор Лемені, батько Уго      |
| 1960 | ф | Хазяйка світу — Частина 1              | Die Herrin der Welt — Teil I                      | професор Йоганссон               |
| 1961 | ф | Дон Камілло кардинал                   | Don Camillo monsignore                            | Джузеппе «Пеппоне» Ботацці       |
| 1961 | ф | Як радісно жити                        | Quelle joie de vivre                              | Фоссаті-папа                     |
| 1962 | ф | Хай живе музика                        | Il Cambio della guardia                           | Маріо Вінічіо                    |
| 1962 | ф | Злочин не вигідний                     | Le Crime ne paie pas                              | інквізитор (епізод «"Маска"»)    |
| 1962 | ф | Буремні роки                           | Gli anni ruggenti                                 | Сальваторе                       |
| 1962 | ф | Найкоротший день                       | Il Giorno più corto                               | полковник Даїні                  |
| 1963 | ф | Депутати                               | Gli onorevoli                                     | сенатор Россані Браскі           |
| 1963 | ф | Добрий король Дагобер                  | Le Bon roi Dagobert                               | міністр                          |
| 1964 | ф | Беккет                                 | Becket                                            | кардинал Зембеллі                |
| 1965 | ф | Товариш Дон Камілло                    | Il Compagno Don Camillo                           | Джузеппе «Пеппоне» Ботацці       |
| 1967 | ф | Мегре на площі Пігаль                  | Maigret a Pigalle                                 | комісар Мегре                    |
| 1972 | ф | Убивство в тиші                        | Uccidere in silenzio                              | Ноно Девото                      |

## Визнання
| Нагороди та номінації Джино Черві                 | Нагороди та номінації Джино Черві                      | Нагороди та номінації Джино Черві       | Нагороди та номінації Джино Черві |
| Рік                                               | Категорія                                              | Фільм                                   | Результат                         |
| ------------------------------------------------- | ------------------------------------------------------ | --------------------------------------- | --------------------------------- |
| Італійський національний синдикат кіножурналістів |                                                        |                                         |                                   |
| 1946                                              | Срібна стрічка за найкращу чоловічу роль другого плану | Знегоди синьйора Траві                  | Перемога                          |
| 1953                                              | Срібна стрічка за сукупність його ролей                | Срібна стрічка за сукупність його ролей | Перемога                          |